# 安養市
安養市（：／ Anyang si */?）是韓國京畿道一個自治市，位處於韓國首都首爾及京畿道首府水原市之間。環繞安養市的行政區劃從首尔开始順時針方向分別是首爾、果川、義王、軍浦、安山、始興、光明。安養市現任市長是崔大鎬（최대호）。
「安養市」的名稱在華語地區常被錯譯為「安陽市」，但「安養」其實才是它的正確漢字名稱。

## 歷史
歷史上記載安養的最早文獻中，顯示的並非安養，而是律木郡。於該地方史中，沒有早過原三國時代和史前時代的文獻記錄。
在1989年調查坪村地區的文化遺址時，發現了石器時代的各種文物及青銅器時代的基石牌坊；由此推斷安養地區曾於石器時代就可能存在人煙。青銅器時代至原三國時代時，安養是屬於馬韓的部落領土。而到後來的百濟近肖古王（346-375）時期，其又成為了百濟的的領土。至高句麗長壽王時代（394-491），漢江沿岸以及京畿道整個地區皆成了高句麗的南方領土。至6世紀中葉，安養等地又重新成為了百濟和新羅的領土。
在1941年，「始興郡西二面」改稱為「安養面」。

### 地名來歷

#### 安養寺說
「安養」地名一說就是從安養寺而來，據推測其名可能源於高麗太祖王建所建造的安養寺。據傳聞新羅孝恭王4年（公元900年），高麗太祖途經三聖山，見山頂有五彩雲，便派人查看，途中遇到一個名为「能正」的老僧人。高麗太祖驚異於其所思所想與能正和尚完全一致，便在該地（現萬安區石水1洞山2號一帶）建造了安養寺。

#### 萬安橋說
「安養」地名另一說說則是來自萬安橋。朝鮮時代正祖大王為了父親思悼世子出行，而搭建的萬安橋中，取其「安」字；再加上孝道的行為表現——「養」字。二字組合構建成了「安養」二字。

#### 佛家用語說
「安養」在佛教裡意味著休神養性的極樂淨土的世界，是萬事圓滿、沒有痛苦、只有快樂的自由溫暖的理想世界；所以亦有推測源於此。

### 古代歷史
在包括安養在內的附近地區沒有發現舊石器時代的遺跡。然而，因為附近舊石器時代的遺跡主要以大河為中心；於是推測，位於漢江對岸的安養，可能已經有舊石器時代人在該地生活。而在1989年對坪村遺址的調查中，發現了許多屬於舊石器時代晚期的石器，證明了當時的猜想。
自新石器時代大約7000年以來，安養和漢江流域周圍的城市一直有人居住。在中西部，新石器時代的遺跡集中在漢江流域和西海岸。在漢江流域，新石器時代的人們逐漸遷移到朝鮮半島西岸，而安養位於從漢江到西岸的交通路線上。
在部落時代，安養是屬於馬韓的部落國家。根據《後漢書》，所有屬於馬韓的部落國家高達54個，所以目前尚無法猜測安養究竟屬於哪個部落國家。
三國時期，安養位處非常重要的戰略地理位置。在三國時期初期，安養處於百濟的控制之下。公元5世紀，半島中南部成為高句麗的領土。在6世紀中葉，由於新羅王的活躍，安養等地重新成為了百濟和新羅的領土。

### 現代歷史
1973年，安養被授予城市地位。1977年，安養理工大學成立。2013年，為了慶祝了安養市成立40週年，安养市在坪村中央公園舉行第12屆安養市民節。
1963年，一艘渡輪在首爾附近沉沒，淹死了37名兒童及12名成年人；其中大多數兒童是來自安養欲野餐完回家的學童。1964年，安養的一个車間发生啞彈爆炸事件，3人死亡，100人受傷。1977年，首爾地區爆发洪水，造成335人死亡，其中安養及鄰近地區有148人喪生。2007年年聖誕節，11歲的「李慧津」（音譯；）和她8歲的朋友「胡葉瑟」（音譯；）在安養失踪；孩子們失踪後77天，在水原的一座山上發現了「李慧津」的屍體。
1991年，因怀疑工黨領袖高昌秀（Ko Chang-soo）是被謀殺，而非官方宣称的跳窗自杀，1500名抗議者包围安養監獄醫院以阻止警察可能掩蓋罪行。最终警方花了九個小時強行進入醫院，才找回高昌秀的尸体。1995年，于1979年因叛變罪被起訴的韓國前總統全斗煥，被关押到安養監獄；直至1997年獲釋。2001年，安養市官員因日本教科書中關於朝鮮戰爭的內容被扭曲，拒绝了日本小町的17名交換生。2007年9月，被阿富汗塔利班叛亂分子俘虜的23名韓國人質獲釋後，就被送到安养的SAM安養醫院。

## 地理

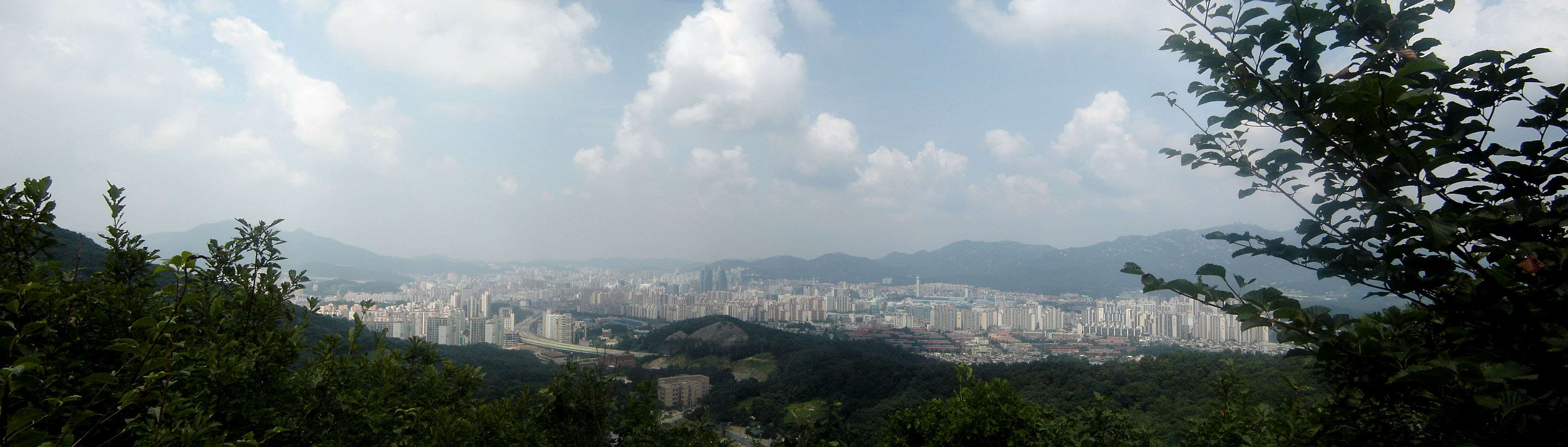
安養市全景，2006年

安養市土地面積佔全國面積的0.05%，約為58.50km2。
安養位於光州山脈的盡頭，西南部有修理山，北部有冠岳山和三聖山，在中央形成一個橢圓形盆地。
安養位於首爾的西南部，是漢江的支流—安養川的中上流地區發達的城市。沿著安養川，農業與工業得到了發展，安養川的水用於農業用水和工業用水，因此人們在安養川流域定居了下來。
比起其他城市，安養的工業發展得比較早，而且修建了四通八達的道路，作為交通要道起了很重要的作用。
從1989年到1995年為止集中開發了平原地帶——坪村地區為居住區，成為如今的坪村新城市。
安養市分為兩個行政區域：西部的萬安區和東部的東安區。萬安區是一個較古老的原始市區，以安養站為中心；它以戶外市場的購物區為主，被稱為「一號街」（일번가）。東安區是坪村新都市的新富人區。
安養最高的建築是Acro塔，於2007年4月竣工；這是一座位於東安區的雙塔辦公大樓，街對面是安養市政廳。安養是首爾與全國其他主要城市之間的便利交通中心。

## 氣候
安養冬季非常寒冷乾燥，夏季炎熱潮濕；但是，在夏天比首爾涼爽。年平均氣溫為12.3℃，平均降雨量為1,344mm。安養大約三分之二的降雨發生在6月至8月的季風季節。
在2010年，在安養市的南部地區，全年平均氣溫為10.9℃。南北年平均氣溫略有區別，北部年平均到達12.2℃～31.3℃。自2005年12月以來一直在上升的年平均氣溫自2008年的12.8℃以來一直在下降。2010年安養的年降雨量為1,538毫米，略低於京畿道的平均值1,677毫米。從2002年到2010年，最多1,538毫米（2010年）和最少1,137毫米（2004年），之間相差為401毫米。此外，由於北部會受到西伯利亞寒流的強烈影響，在夏季降水量會南北會有區別。安養市夏季降水集中，6月至9月的降水量達到年降水量的81％。特別是當從北太平洋飄來大量水氣時，或者在熱帶地區流經溫暖潮濕的西南氣流時，每天降雨量通常會在100毫米及以上。
| 大韓民國 安養市   | 大韓民國 安養市 | 大韓民國 安養市 | 大韓民國 安養市 | 大韓民國 安養市 | 大韓民國 安養市 | 大韓民國 安養市 | 大韓民國 安養市 | 大韓民國 安養市 | 大韓民國 安養市 | 大韓民國 安養市 | 大韓民國 安養市 | 大韓民國 安養市 | 大韓民國 安養市 |
| 月份              | 1月             | 2月             | 3月             | 4月             | 5月             | 6月             | 7月             | 8月             | 9月             | 10月            | 11月            | 12月            | 全年            |
| ----------------- | --------------- | --------------- | --------------- | --------------- | --------------- | --------------- | --------------- | --------------- | --------------- | --------------- | --------------- | --------------- | --------------- |
| 平均高温 °C（°F） | 2 (36)          | 5 (41)          | 10 (50)         | 18 (64)         | 23 (73)         | 27 (81)         | 29 (84)         | 30 (86)         | 26 (79)         | 20 (68)         | 12 (54)         | 5 (41)          | 17.3 (63.1)     |
| 平均低温 °C（°F） | −7 (19)         | −5 (23)         | 0 (32)          | 6 (43)          | 12 (54)         | 18 (64)         | 22 (72)         | 22 (72)         | 16 (61)         | 9 (48)          | 2 (36)          | −4 (25)         | 7.6 (45.7)      |
| 平均降水量 mm（） | 0 (0)           | 28 (1.1)        | 49 (1.9)        | 105 (4.1)       | 88 (3.5)        | 151 (5.9)       | 383 (15.1)      | 265 (10.4)      | 160 (6.3)       | 48 (1.9)        | 43 (1.7)        | 24 (0.9)        | 1,344 (52.9)    |
| 来源：            |                 |                 |                 |                 |                 |                 |                 |                 |                 |                 |                 |                 |                 |

## 行政區域

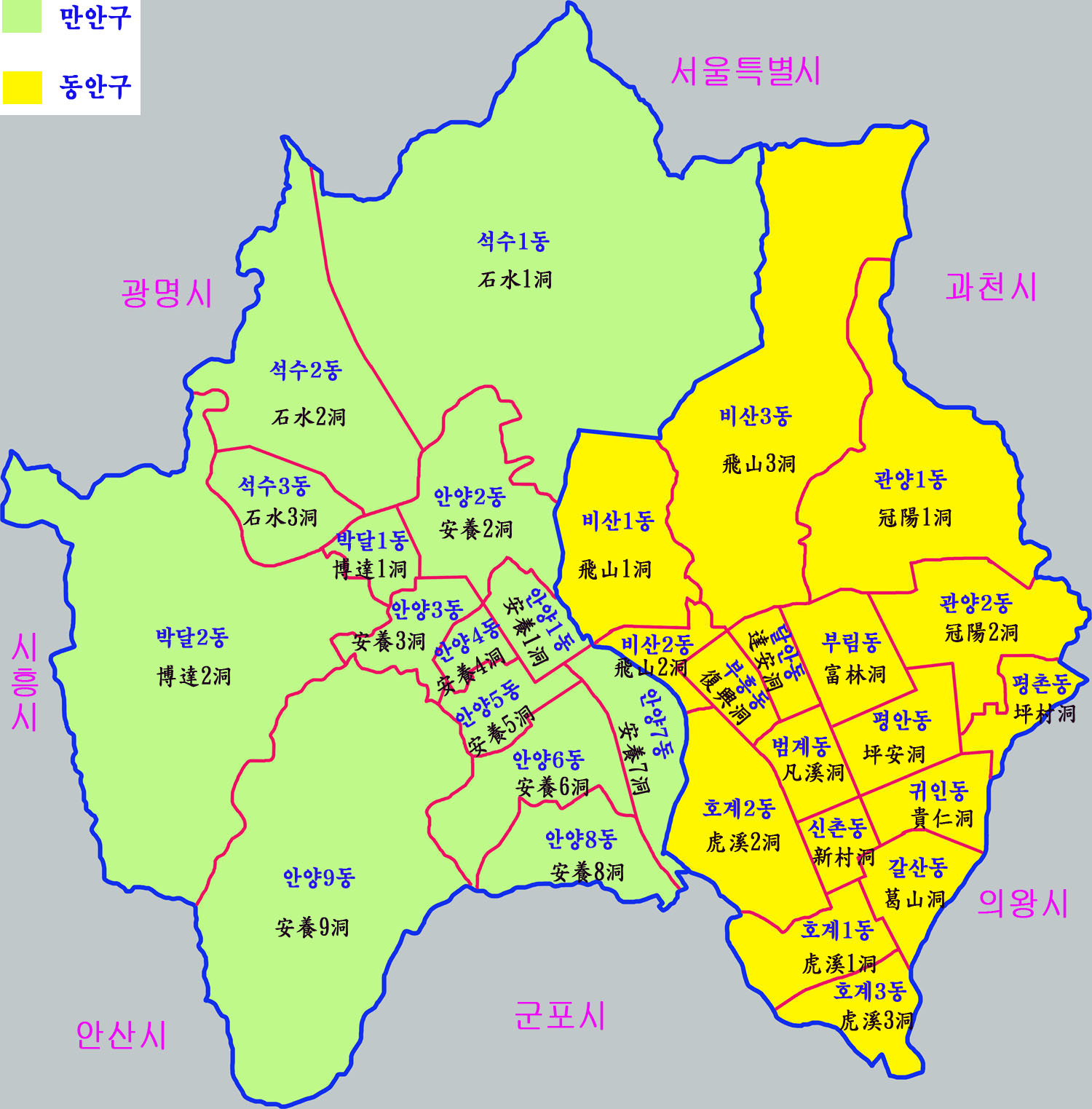
安養市行政劃分

安養在行政區域上東邊與果川和義王市相鄰，西邊有光明市和始興市，南邊有軍浦市，北邊有首爾特別市的矜川區和冠岳區。
安養市分為兩個行政區域：西部的萬安區和東部的東安區。
| 行政區 | 韓文 | 面積 (km2) | 人口（人） | 代      |
| ------ | ---- | ---------- | ---------- | ------- |
| 萬安區 |      | 36.54      | 255,070    | 101,797 |
| 東安區 |      | 21.92      | 333,549    | 121,530 |
| 安養市 |      | 58.50      | 588,619    | 223,327 |

### 人口結構
截至2009年12月底，安養市人口為0至14歲人口的17.9％；65歲及以上人口為7.1％；年齡在15歲至64歲之間的人口為75.0％，高於全國平均水平72.8％；青年人口佔總人口比例為24.0％，高於全國平均水平22.8％；老年人口百分比為9.0％，低於全國平均水平14.5％；女性人口與男性人口的性別比例為99.6：1。上述數據說明安養市人口與全國比較為年輕、老人較少、且有很多女性。

## 觀光業
萬安區的安養藝術公園的舊名稱是安養遊樂園。雖然舊遊樂園的自然環境遭到嚴重破壞，但人工瀑布、戶外舞台、遊樂設施、廣場、長廊等都煥然一新。此外，通過推廣公共藝術項目，在園區的各個地方安裝了52件國內外著名藝術家的作品。
為慶祝2013年安養市成立40週年，安養市在坪村中央公園和三德公園舉辦慶祝活動。

### 自然風景

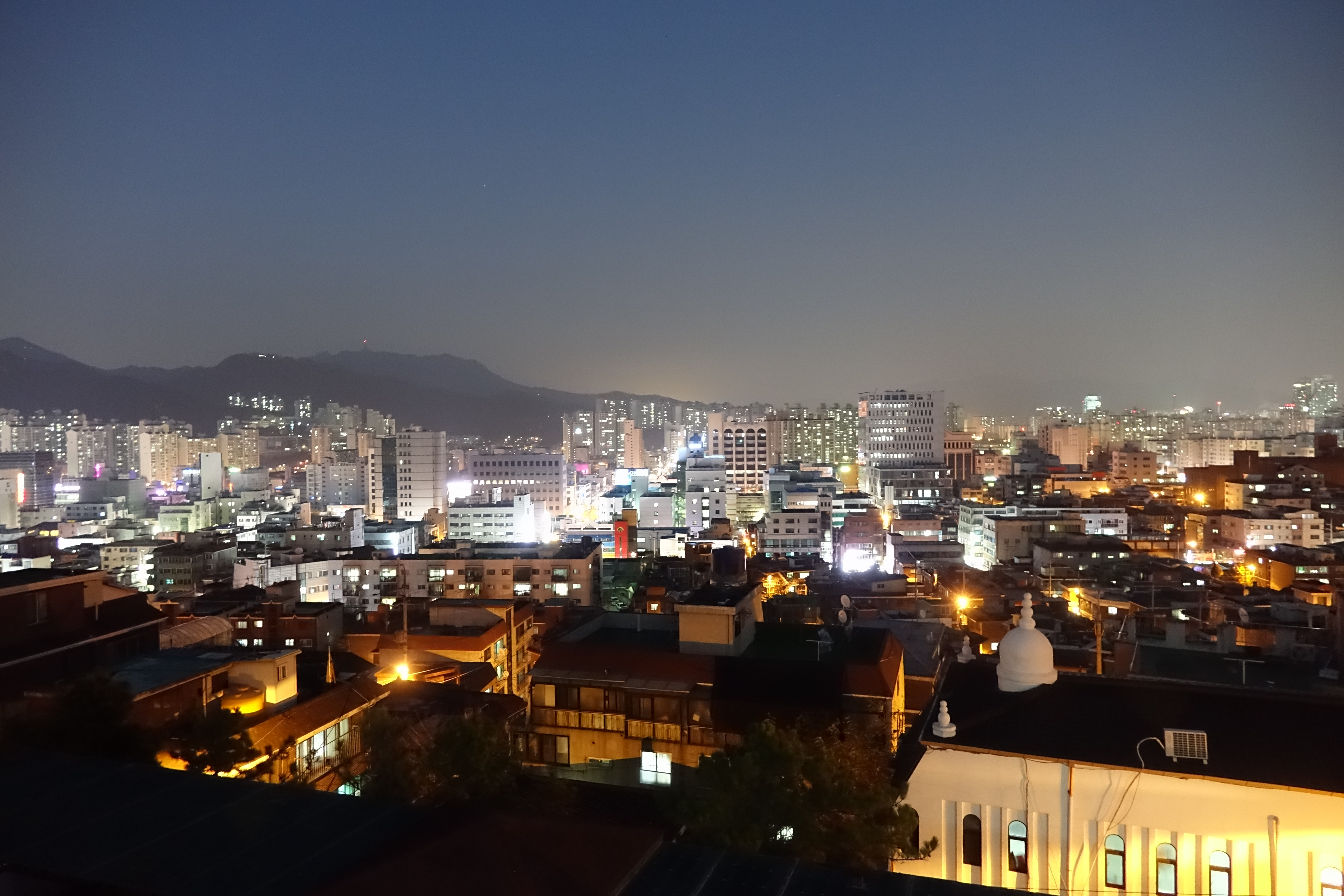
安養大學的夜景

- 修理山（朝鲜语：수리산）（)
- 冠岳山（관악산）
- 清溪山（朝鲜语：청계산）
- 三聖山（朝鲜语：삼성산）
- 慕洛山（朝鲜语：모락산）
- 安養川（朝鲜语：안양천）
- 鶴儀川（朝鲜语：학의천）

## 交通

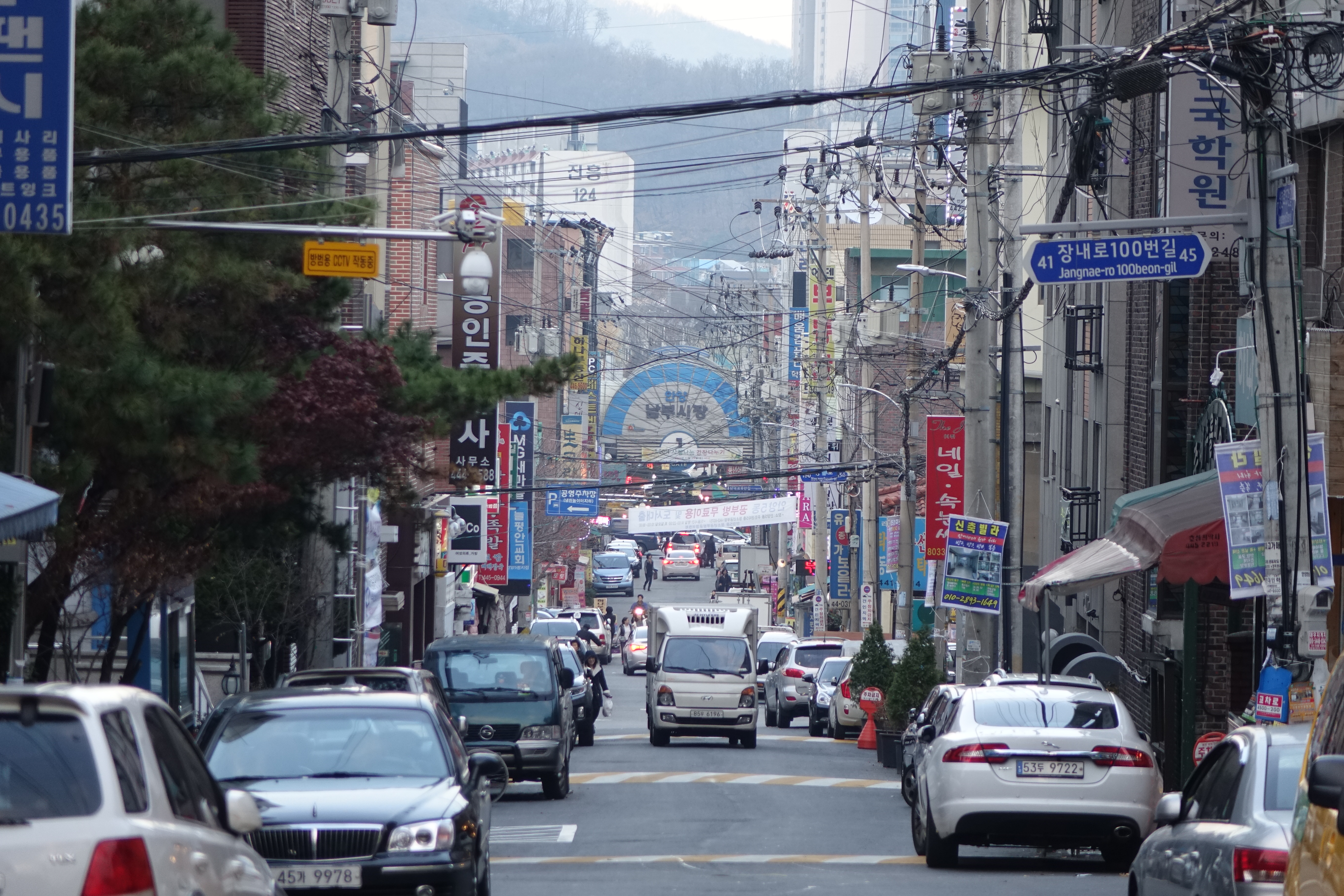
章內路（音譯；장내로）100號街（100번길）

京釜線和果川線經過，而韓國首都圈電鐵開往每個車站。其中，京釜線穿過萬安谷，而果川線穿過萬安區的坪村新都市中心。安養站則可乘搭一般列車。
- 韓國鐵道公社
  - 京釜線（●首都圈電鐵1號線）
    - （首爾特別市 衿川區）← 石水站 - 冠岳驛 - 安養站 - 鳴鶴驛 →（軍浦市）

  - 果川線（●首都圈電鐵4號線）
    - （果川市）← 仁德院站 - 坪村站 - 凡溪站 →（軍浦市）

## 官方代表物
| 类别   | 代表物   | 图例 | 说明 |
| ------ | -------- | ---- | --- |
| 市徽   | 安養市徽 |      | 「安養市徽」由幾個不同的含義組成：藍色代表「民族的和平與穩定」；白色代表「包裹著民族的白色的純潔」；白色的圓代表「燦爛的陽光」和「公民團結」；交織的線代表「工業和科學發展」、「城市周圍的名山」和「旅遊勝地」。這四個不同的符號共同意味著「現代發展」和「文化交流」。 |
| 市花   | 迎春花   |      | 每年帶來春訊的迎春花繁殖與成長旺盛而且很漂亮，彰顯充滿愛與乾勁的市民精神，無論在何處都能落地生根的生態正是代表安養市民的生命力。 |
| 市樹   | 银杏树   |      | 银杏树生命力长，耐于病虫害，结果子多，而且叶子很漂亮。因此安养市作为林荫树栽种了银杏树，为要彰显安养市的繁荣。 |
| 市鳥   | 鷹       |      | 翱翔於藍色天空的空中王子雄鷹意味著安養市民旺盛的氣質與安養市的繁榮。 |
| 吉祥物 | 葡萄娃   |      | 將曾經象徵安養的葡萄加以形象化，使安養市行政機關與市民的關係更加有親密感。 |

## 友好城市

### 國內
| 城市   | 省份     |
| ------ | -------- |
| 寧越郡 | 江原道   |
| 槐山郡 | 忠清北道 |
| 禮山郡 | 忠清南道 |
| 長水郡 | 全羅北道 |
| 咸平郡 | 全羅南道 |
| 鬱陵郡 | 慶尚北道 |
| 河東郡 | 慶尚南道 |

### 國際
| 城市     | 州/省份        | 國家   | 建立年份 |
| -------- | -------------- | ------ | -------- |
| 小牧市   | 愛知縣         | 日本   | 1986     |
| 漢普頓   |                | 美国   | 1989     |
| 園林市   | 加利福尼亚州   | 美国   | 1989     |
| 潍坊市   | 山東省         | 中国   | 1995     |
| 安陽市   | 河南省         | 中国   | 2013     |
| 烏蘭烏德 | 布里亞特共和國 | 俄羅斯 | 1997     |
| 瑙卡爾潘 | 墨西哥州       | 墨西哥 | 1997     |
| 所澤市   | 埼玉縣         | 日本   | 1998     |
| 索羅卡巴 | 聖保羅州       | 巴西   | 1998     |

## 名人
- 車勝元
- 金鍾國
- 柳德煥
- 池昌旭
- 崔孝定（Oh My Girl 成員）
- 金珉奎（SEVENTEEN 成員）
- 權俞利(少女時代成員）
- 安丹尼爾（TEEN TOP 成員）
- 朴正花（EXID 成員）
- 施妍（PRISTIN 前成員）
- 李虎錫（MONSTA X 前成員）
- 金永彬（SF9 隊長）
- 梁世宗（演員）
- 李玹雨（演員）
- 朴昭妍（T-ara 前成員）
- 禹棹奐（演員）
- 蔡秀彬（演員）
- 趙榮旻（Boyfriend 成員）
- 趙光旻（Boyfriend 成員）
- 盧珉玗（Boyfriend 成員）
- 金弘中（ATEEZ 隊長）
- 王鎂幼
- 黄大宪